# Prądniczanka
Prądniczanka, K.S. Prądniczanka Kraków – wielosekcyjny klub sportowy z Krakowa.
Klub został założony w 1921 roku jako klub piłkarski. Jego obiekty położone są na osiedlu Prądnik Czerwony w Dzielnicy III Prądnik Czerwony. W zarządzie klubu zasiadają: Jerzy Starmach (prezes), Mariusz Ptak (wiceprezes ds. administracyjnych), Piotr Sędor (wiceprezes ds. sportowych), Grzegorz Wadowski (członek zarządu). 

## Sekcje
W klubie działają sekcje: piłka nożna (mężczyzn i kobiet), koszykówka, siatkówka, tenis stołowy oraz piłka ręczna kobiet.
W przeszłości istniały także sekcje sportów masowych, zapasów, biegów na orientację i wioślarstwa.

### Piłka nożna
Piłkarze seniorzy grają w krakowskiej lidze okręgowej. Największym sukcesem sekcji piłkarskiej był awans do IV ligi w 2005 roku. Od 2015 trenerem klubu był Jacek Matyja. W 2019 trenerem klubu był Paweł Regulski.

## Znani zawodnicy
W 1984 mistrzem Polski w długodystansowych biegach na orientację został zawodnik Prądniczanki – Roman Trzmielowski.

### Piłka nożna
Najbardziej znanym wychowankiem klubu jest piłkarz Władysław Kawula – reprezentant Polski, który rozegrał 329 meczów w I lidze piłkarskiej w barwach Wisły Kraków. Z klubu wywodzili się także inni reprezentanci kraju Fryderyk Monica i Antoni Łyko, a w jego składzie grał także Lucjan Franczak.
W październiku 2014 kontrakt z Prądniczanką podpisał, po 8 latach od przerwania kariery, były reprezentant Polski – Mirosław Szymkowiak. Innym zawodnikiem, który po zakończeniu profesjonalnej kariery grał jeszcze w Prądniczance był Jacek Matyja.

## Infrastruktura
Od roku 1945 klub dysponuje stadionem o pojemności 500 miejsc (125 siedzących) z boiskiem o wymiarach 105 m x 68 m przy ul. Andrzeja Boboli (boczna ulica od alei 29 Listopada), na którym rozgrywane są mecze piłki nożnej oraz futbolu amerykańskiego oraz wielofunkcyjną halą sportową przy ul. Jakuba Majora, w której rozgrywane są mecze koszykówki, siatkówki i piłki ręcznej. W 2021 na stadionie odbywały się niektóre mecze Mistrzostw Europy w Amp Futbolu, które rozgrywane były w Krakowie.